# The Humpty Dumpty Circus
The Humpty Dumpty Circus er en amerikansk stumfilm fra 1898 af J. Stuart Blackton og Albert E. Smith.